# آزادراه ام۱۸۱
آزادراه ام۱۸۱ (به انگلیسی: M181 motorway) یک آزادراه در کشور انگلستان است.
این آزادراه که از شهر باترویک شرقی شروع می‌شود، ۳ کیلومتر (۲ مایل) مسافت دارد و در اسکان‌ثورپ به پایان می‌رسد.